# Carme Peris Lozano
Carme Peris Lozano (Barcelona, 30 de novembre de 1941- 25 de maig de 2018) fou una il·lustradora catalana.
Durant deu anys va treballar com a dissenyadora en una empresa d'arts gràfiques, alternant aquesta feina amb els estudis d'art a l'Escola Massana i els seminaris a Belles Arts i a l'Escola d'Arts Aplicades i Oficis Artístics. Es va especialitzar en il·lustració de llibre infantil i el 1979 va publicar el seu primer llibre. Va il·lustrar més d'un centenar de llibres de ficció i de text i va col·laborar amb moltes editorials.
Des de l'any 1984 fins al 1989 va ser presidenta del Consell Català del Llibre Infantil i Juvenil i des del 1987 al 1990 va ser presidenta de l'Organització Espanyola per al Llibre Infantil i Juvenil, secció espanyola de l'IBBY.
Va compaginar la il·lustració de llibres amb col·laboracions amb dibuixos per a diaris. Va fer exposicions a Bolonya, Bratislava, Praga, Gotemburg, Suècia i al Japó. També va impartir classes de tipografia a la Universitat Autònoma de Barcelona i la Universitat de Barcelona, i va rebre reconeixements com el Premi Apel·les Mestres i el Crítica Serra d'Or (1987-1988). Més enllà de la il·lustració per al llibre infantil i juvenil, també va crear diverses sèries de gravats i litografies basades en textos d'escriptors diversos, com García Lorca o Pla.
El 2018 va ingressar el seu fons personal a la Biblioteca de Catalunya, format per més de quatre mil peces entre dibuixos originals, aquarel·les, litografies, gravats a l'aiguafort i matrius.

## Obra
Llibres de contes
- Llegendes del drac, l'heroi i la donzella (2005)
- Epaminondas (2005)
- La Rita i en Manduca (2005)
- Bona nit, avi (2004)
- No em vull banyar (2004)
- Rínxols d'Or i els tres óssos (1998)
- Cyrano de Bergerac (1991)
- La luna y yo (1991)
- Lluci (1990)
- Canigó (1987)
- Temps de cançons (1985)
- La tanca màgica (1983)